# SN 2001em
SN 2001em – supernowa typu Ic odkryta 20 września 2001 roku w galaktyce UGC 11794. W momencie odkrycia miała maksymalną jasność 18,60m.